# Bellator 83
Bellator LXXXIII foi um evento de artes marciais mistas organizado pelo Bellator Fighting Championships, ocorrido em 7 de dezembro de 2012 no Caesars Atlantic City em Atlantic City, New Jersey. O evento foi transmitido ao vivo na MTV2.

## Antecedentes
O evento era esperado para contar com a Final do Torneio de Penas da Sétima Temporada do Bellator entre os finalistas Shahbulat Shamhalaev e Rad Martinez. Porém, na transmissão ao vivo do evento foi anunciado que a luta foi cancelada devido a uma intoxicação alimentar de Shamhalaev. A luta foi inicialmente movida para o próximo evento, na semana seguinte, mas depois foi mudada para a Oitava Temporada.